# Margaret Feilman

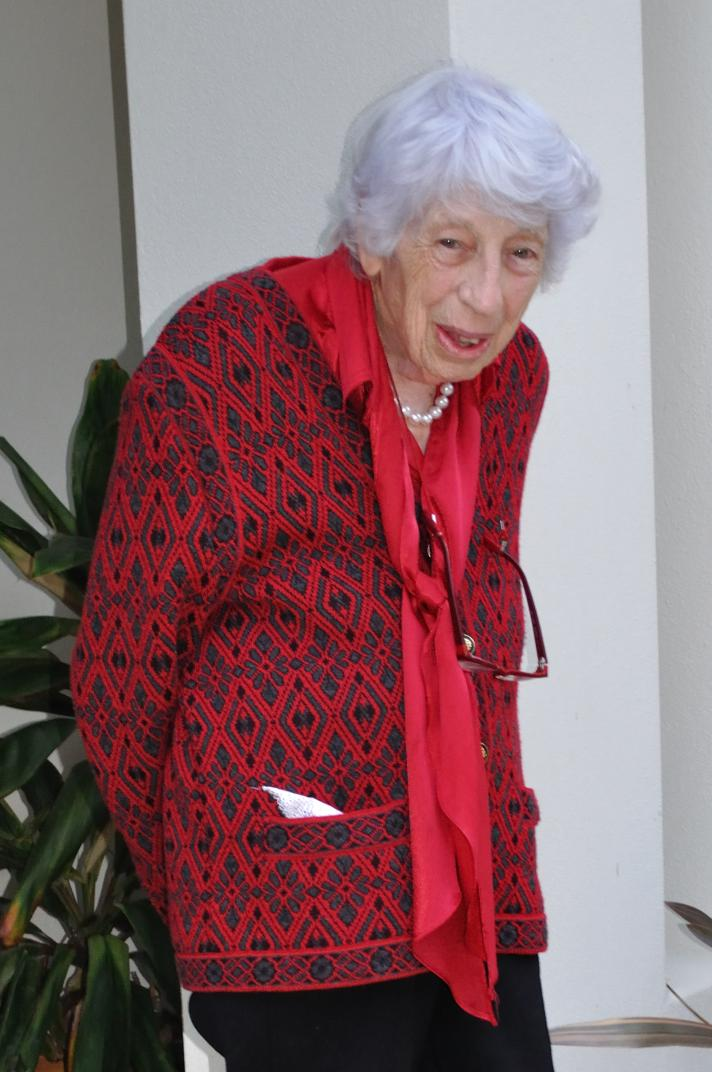
Margaret Feilman auf ihrem 90. Geburtstag

Margaret Anne Feilman OBE (* 21. Juni 1921 in Western Australia; † 24. September 2013 in Crawley, Perth, Western Australia) war eine australische Architektin und Landschaftsarchitektin sowie die erste weibliche Stadtplanerin von Perth. Sie war 1950 Gründungsmitglied des Western Australian Town Planning Institute und engagierte sich sehr, das Thema Stadtplanung und -entwicklung der Öffentlichkeit näher zubringen.

## Leben
Feilman wurde als Tochter von Herbert Bernard Feilman und Ethel Anne Feilman (geborene Turner) geboren. Sie wuchs in der South West Region in Western Australia auf. 1938 wurde sie die erste weibliche Anwärterin im Amt für öffentliche Arbeiten (Public Works Department) in Western Australia. Sie schloss 1943 einen Bachelor of Arts an der University of Western Australia ab. Nach einem Studium an der Perth Technical School bestand sie 1945 die Abschlussprüfung für die Registrierung als Architektin. 1948 erhielt sie ein Stipendium des British Council für eine Forschungsarbeit zur Stadtplanung. 1950 schloss sie ihr Postgraduierten-Studium in Stadtplanung an der School of Town and Country Planning an der University of Durham ab.
Danach kehrte sie nach Perth zurück und eröffnete ein Büro für Architektur und Stadtplanung. Das Büro hatte vor allem öffentliche Auftraggeber wie Schulen, Altersheime, Einkaufszentren oder kommunale und institutionelle Auftraggeber. Für letztere führte sie zusammen mit einem Juristen die ersten Umweltkontrollen in Städtebauprogrammen der Kommunalverwaltungen ein, unter anderem in Northam, Albany, Busselton und im Chapman Valley Shire.
Im Jahr 1952 plante sie für das staatliche Amt für öffentliche Arbeiten das Stadtquartier von Kwinana New Town, das 25.000 Industrieangestellte beherbergen sollte. Dabei spielten vor allem auch Umweltaspekte bei ihren Planungen eine große Rolle. Weitere Stadtentwicklungsplanungen unternahm sie in den 1950er Jahren für das Waroona Shire, Bunbury, Busselton, das Augusta-Margaret River Shire, Esperance oder Mount Barker.
1959 war sie Gründungsmitglied des Western-Australia-Zweiges des National Trust of Australia, seit 1960 im Council legte sie die Aufgabe erst 1990 als Chairwoman nieder. 1976 wurde sie zur Kommissarin in der ersten Australian Heritage Commission bestimmt. Sie spielte eine Rolle bei der Einrichtung des Register of the National Estate und unterstützte die Einführung von Heritage Conservation Studies an australischen Universitäten. Sie beteiligte sich an öffentlichen Stellungnahmen zu verschiedenen Änderungen in der Denkmalschutzgesetzgebung.
Feilman war von der Bedeutung von Philanthropie für die Gesellschaft überzeugt. Neben diversen anderen Aktivitäten gründete sie Zusammen mit ihrer Schwester Patricia die Feilman Foundation, um Zuschüsse für wohltätige Zwecke in den Bereichen Umwelt, Kinder und Jugend, Kultur und Bildung sowie für allgemeine gemeinnützige Zwecke und medizinische und wissenschaftliche Forschung bereitzustellen. Mit Eintritt in den Ruhestand 1984 verstärkte sie ihre Aktivitäten in der Foundation noch.
Ihren Lebensabend verbrachte sie in ihrem von ihr selbst entworfenen Haus in Crawley.

## Auszeichnungen
Am 13. Juni 1981 erhielt Feilman die Medaille des Order of the British Empire Anerkennung ihrer Dienste für Architektur und Konservation.
1989 verlieh ihr die University of Western Australia einen Ehrendoktor in Architektur für ihre Dienste an der Gemeinschaft im Bereich Kulturerbe und Umwelt. Das Royal Australia Institute of Architects machte Feilman zum Ehrenfellow auf Lebenszeit. Die Regierung von Western Australia würdigte Feilmans Beitrag zur Erhaltung des Kulturerbes 1995 mit einer Auszeichnung des Heritage Council of Western Australia.
Seit 1999 vergibt der National Trust Western Australia die Margaret Feilman Medal.